# Sapadbizes

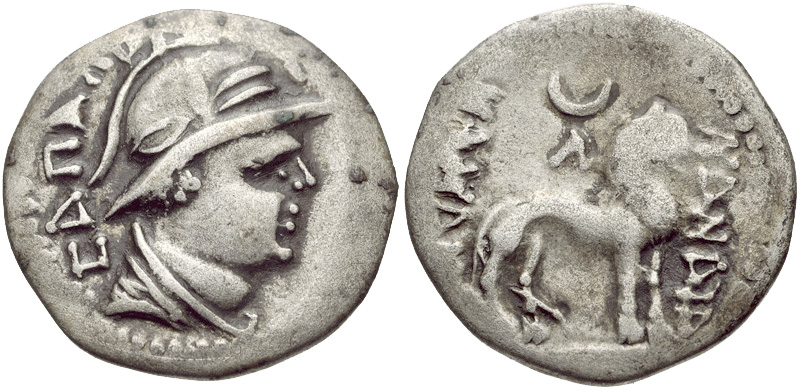
Moneta di Sapalbizes. Al dritto il sovrano con l'elmo di Eucratide I, al rovescio il leone simbolo della dea Nana, una luna crescente e la legenda NANAIA.

Sapadbizes (Σαπαδβιζης) o, più probabilmente, Sapalbizes è stato un sovrano attivo a Termez, nella Battria occidentale, a volte associata agli Yuezhi.

## Biografia
È noto solo grazie alle sue monete, particolarmente rare.
Il suo nome è tradizionalmente riportato come ΣΑΠΑΔΒΙΖΗΣ, «Sapadbizes», ma la maggioranza delle sue monete reca il nome ΣΑΠΑΛΒΙΖΗΣ, «Sapalbizes», molto più simile ai nomi sciti (Spalirises, Spalagadames e Spalahores), e il prefisso «Spal» o «Sapal» è collegato all'esercito. Al dritto il sovrano indossa l'elmo di Eucratide I; il rovescio fa riferimento alla dea Nana (NANAIA), con raffigurato il leone suo veicolo e una luna crescente.
Due indizi forniscono una data approssimativa per il regno di questo re. Si crede che sia vissuto durante l'utilizzo delle monete di Fraate IV di Partia, ed inoltre le sue monete sono coniate in ottimo argento. Questo lo posiziona tra Fraate (40 a.C.) ed il disuso di questo tipo di monetazione in India nord-occidentale (20 d.C.). Non è il solo re noto della sua dinastia. Molte altre monete fanno capire che Sapadbizes fu preceduto da almeno un altro re, e probabilmente da altri due. È probabile che Sapadbizes e questi altri regnanti fossero discendenti delle tribù che invasero la Battria, e che imitarono le monete degli ultimi re greco-battriani. Sembra chiaro dalle monete e dagli scritti dei cronisti cinesi che, in quel periodo, Sapadbizes fosse alleato o sottomesso ai Parti. Non si sa nulla di cosa successe dopo Sapadbizes, ma gli studiosi credono che il regno sia stato conquistato da Kujula Kadphises durante l'ultima guerra con la Partia e infine assorbito nell'Impero Kushan, probabilmente attorno al 30.
Una moneta di Sapadbizes è stata scoperta nel sito di sepoltura di Tillia Tepe.